# وید (کالیفرنیا)
وید (به انگلیسی: Weed) شهری در شهرستان سیسکیو ایالت کالیفرنیا است که در سرشماری سال ۲۰۱۰ میلادی، ۲۹۶۷ نفر جمعیت داشته است.